# كونفيجفس
كونفيجفس (بالإنجليزية: Configfs)‏ هو نظام اللفات الافتراضية الذي أتى مع نواة لينكس 2.6 والقائم على قاعدة الرام. يبدو كونفيجفس مشابهًا لسيسفس لكنهما في الحقيقة مختلفان ومتكاملان. يعمل كونفيجفس على إنشاء وإدارة وتدمير مكونات النواة من خلال مساحة المستخدم، أما سيسفس فيقتصر عمله على مشاهدة وتعديل مكونات النواة التي أنشأتها ودمرتها مساحة النواة من مساحة المستخدم. عادة يدار هذا النظام عن طريق المسار /config.